# Maryetta
|  | Aquest article tracta sobre la localitat texana. Si cerqueu la localitat a Oklahoma, vegeu «Marietta (comtat d'Adair)». |

Maryetta és una comunitat no incorporada al comtat de Jack, Texas, Estats Units. D'acord el Handbook of Texas, la comunitat tenia 7 habitants l'any 2000. Maryetta es troba a la carretera estatal de Texas 59, 6 mi (9.7 km) al nord-est de Jacksboro al nord-est del comtat de Jack. La zona de Maryetta serveix com de centre comunitari per als agricultors locals. L'any 1986 tenia 87 habitants l'any , però només hi havia set residents entre 1990 i 2000. Avui dia, una antiga estació de servei i una escola d'una sola sala que s'usa com a sala de dòmino són tot el que queda a la comunitat.